# Per Marquard Otzen

Per Marquard Otzen (født 6. februar 1944 på Frederiksberg) er en dansk tegner. 

## Karriere
Per Marquard Otzen var først ansat på Dagbladet Information fra 1967 til 1969 og igen fra 1974 til 2004, og derefter ved Ekstra Bladet og Danmarks Radio fra 1969 – 1973. Siden 2005 har han været tilknyttet Dagbladet Politiken. 
Har udgivet: Danmark 1970-1980, tillæg til Information (1980); Aurora Karamzin (1982); Nittenfirefirs (1983); Headlines (1991); Dagens Tegning (2009).

## Hæder
Marquard Otzen har modtaget Kaj Svarres legat i 1979, William H. Michaelsens legat i 1980, Alfred Schmidts Legat i 1988, Carlsbergs Mindelegat for brygger J C Jacobsen i 1990, Eckersberg Medaillen i 2007 og Hans Bendix Prisen i 2008. Han blev Æresmedlem af Danske Bladtegnere 2013 og i 2014 modtag han Statens Kunstfonds Hædersydelse.

## Privat
Per Marquard Otzen er søn af direktør Leif Marquard Otzen og tandlæge Harriet Stahl Otzen, født Pedersen. Gift med kunstnerisk leder, teaterhistoriker, mag.art i teatervidenskab Alette Scavenius.

## Udstillinger

### Separatudstillinger
- 1979 Tiårets Tegninger, Vester-Vov-Vov
- 1980 Kobberstiksamlingen, Statens Museum for Kunst
- 1981 Aurora Karamzin, Information
- 1982 Postmesteren i Roskilde, Galleri 33, Roskilde
- 1983 Nittenfirefirs, Gl. Holtegaard
- 1984 Nordjyllands Kunstmuseum
- 1986 Soltura de la Linea, Havana, Cuba
- 1991 Headlines, Sct. Annæ Passage
- 1993-94 Tegninger til Tiden, Sammenslutningen af Danske Kunstforeninger
- 1994 Headlines, The New York Foreign Press Center
- 1997 Deadlines, Ritzaus Bureau
- 2005 Det Kgl. Bibliotek, Museet for dansk bladtegning
- 2006 Politiken
- 2013 Dagens Tegning, Det Kgl. Bibliotek, Museet for Dansk Bladtegning

### Repræsenteret
- Kobberstiksamlingen
- Sammlung Cartoons und Karikaturen, Basel
- Museo de San Antonio, Cuba
- Muzeum Karykatury, Warszawa
- Det Kgl. Bibliotek, Museet for Dansk Bladtegning